# Naftali Herz Tur-Sinai
Naftali Herz Tur-Sinai (hebreo: נפתלי הרץ טור-סיני); (Lemberg, Imperio austrohúngaro, 13 de noviembre de 1886 - Jerusalén, Israel, 17 de octubre de 1973) fue un erudito bíblico, autor y lingüista fundamental en el renacimiento del idioma hebreo como un idioma hablado moderno. Tur-Sinai fue el primer presidente de la Academia de la Lengua Hebrea y fundador de su Proyecto de Diccionario Histórico.

## Biografía
Naftali Herz Tur-Sinai nació como Harry Torczyner en Lemberg, Galicia, Austria-Hungría (luego Lwów, Polonia, actual Lviv, Ucrania) en 1886. Se mudó a Viena, Austria, y luego a Berlín, Alemania en 1919 para ser profesor en la Hochschule für die Wissenschaft des Judentums (Colegio de Estudios Judíos) en Berlín. Estuvo en Eretz Israel entre 1910 y 1912 y participó en la fundación de Gymnasia Rehavia en Jerusalén y Gymnasia Herzliya en Tel Aviv. Se instaló en Israel en 1933. Fue profesor de lenguas semíticas en la Universidad Hebrea de Jerusalén y miembro de la Academia de Ciencias y Humanidades de Israel.
Junto a Eliezer Ben-Yehuda son considerados los dos filólogos más destacados de Israel. El sobrino de Tur-Sinai, Jacques Torczyner, es un expresidente de la Organización Sionista de América.

## Premios
- En 1940, Tur-Sinai recibió el Premio Bialik de pensamiento judío.[3]
- En 1956, fue galardonado con el Premio Israel, de estudios judíos.[4]
- En 1967 recibió el premio Yakir Yerushalayim (Ciudadano Digno de Jerusalén), año de la inauguración del premio.[5]

## Obras publicadas
- De sus muchos libros, los traducidos al inglés incluyen The Revival of the Hebrew Language y The Book of Job: A New Commentary.
- Publicó una traducción del Tanaj del hebreo al alemán. Del proyecto del diccionario hebreo iniciado por Eliezer Ben-Yehuda (Diccionario de la lengua hebrea antigua y moderna, "Diccionario Ben Yehuda" (he)), los volúmenes 10-16, así como el volumen del prolegómeno (המבוא הגדול) "fueron editados, actualizados y completados" por Tur-Sinai, con la ayuda de Dov Jarden, Meir Medan y otros.[6] El decimosexto y último volumen se publicó en 1958, 50 años después de la publicación del primer volumen de Ben Yehuda.[6]